# Aeroportul Abdul Rachman Saleh
Aeroportul Abdul Rachman Saleh (IATA: MLG, ICAO: WARA) este un aeroport din Malang, Provincia Java de Est, Indonezia ce deservește zona Malang. Aeroportul a fost tranzitat în 2018 de 1.332.000 de pasageri.
Situat la o altitudine de 526 m, aeroportul dispune de o singură pistă.